# 蕨麻
蕨麻（学名：Potentilla anserina）是蔷薇科委陵菜属的植物。“蕨麻”一詞可能音譯自藏語：གྲོ་མ་，威利转写：gro-ma（拉薩話：/tʂʰo˨˩ ma˥/）。

## 形态
蕨麻是多年生草本。肉质根肥厚，呈纺锤状；葡萄茎细长，节上生根；基生叶为羽状复叶，小叶3-12对，椭圆形，背部密布白色棉毛；夏季开花，花单生较大，鲜黄色。

## 分布
蕨麻分布在大洋洲新西兰、南美智利、塔斯马尼亚岛、欧亚美三洲北半球温带以及中国大陆的云南、甘肃、西藏、辽宁、四川、山西、吉林、青海、黑龙江、宁夏、新疆、内蒙古、陕西、河北等地，生长于海拔500米至4,100米的地区，人工引种栽培较晚，于2015年有报道实现了人工种植，参见中国新闻网报道 （页面存档备份，存于）。

## 用途
蕨麻全株含鞣质，可提取栲胶，茎叶可制取黄色染料，根富含淀粉，可煮食或酿酒。

## 别名
人参果、延寿草、蕨麻委陵菜（秦岭植物志）、莲花菜、鹅绒委陵菜（中国高等植物鉴）

## 异名
- Potentilla anserina L. var. nuda Gaudl.
- Potentilla anserina L. var. orientalis Card.
- Potentilla anserina L. var. sericea Hayne